# ブレンダン・ベンター
ブレンダン・ベンター（Brendan Venter、2004年4月28日 - ）は、南アフリカ共和国出身のラグビー選手。

## 来歴
南アフリカ共和国のゴールデン・ライオンズU18でプレー。
2023年7月、ジャパンラグビーリーグワンの花園近鉄ライナーズに加入。
2025年5月、花園近鉄ライナーズを退団。公式戦の出場機会は無かった。